# Nathalie Nisen
Nathalie Nisen (9 januari 1964) is een Belgische voormalige atlete, die gespecialiseerd was in het hordelopen. Zij werd tweemaal Belgisch kampioene.

## Loopbaan
Nisen was oorspronkelijk actief als sprintster. Zo werd ze Belgisch scholierenkampioene op de 200 m. In 1981 nam ze op de 4 x 100 m deel aan de Europese kampioenschappen U20 in Utrecht. Ze werd met de Belgische estafetteploeg zevende.
Nisen werd in 1986 en 1987 Belgisch kampioene op de  400 m horden.  Zij was aangesloten bij Racing Club Gent en stapte in 1986 over naar Daring Club Leuven.

## Belgische kampioenschappen
| Onderdeel    | Jaar       |
| ------------ | ---------- |
| 400 m horden | 1986, 1987 |

## Persoonlijke records
| Onderdeel    | Prestatie | Datum            | Plaats  |
| ------------ | --------- | ---------------- | ------- |
| 400 m horden | 58,62 s   | 10 augustus 1986 | Brussel |

## Palmares

### 4 x 100 m
- 1981: 7e EK junioren in Utrecht - 46,56 s

### 400 m
- 1988:  BK AC

### 400 m horden
- 1986:  BK AC - 58,62 s
- 1987:  BK AC - 59,71 s

## Trivia
In 2001 was Nisen een van de deelnemers aan het tweede seizoen van Expeditie Robinson.